# نواف المهنا
نواف المهنا (31 يناير 1985 -), ممثل وكاتب ومخرج سعودي. 

## حياته
حائز على شهادة تقدير عن فيلم «مجرد يوم» في الدورة السادسة 2007 من مسابقة أفلام من الإمارات. قام بكتابة وتمثيل مسلسل السيت (كوميدو) 2009 ، وبعد ذلك شارك في مسلسل 37 درجة مئوية ومسلسل شفت الليل 2012، ثم عاد للمشاركة في بطولة مسلسل بشر  الذي كان أحد كُتّابه كذلك.

## أعماله

### من المسلسلات
- كوميدو.
- 37 درجة مئوية.
- شفت الليل 1
- شفت الليل 2 [3]
- برغرتي
- المدينة الفاصلة
- بشر[2]
- شباب البومب 7

من البرامج
- أوروبا خط 1
- أوروبا خط 2 [4]
- يا هلا أمريكا
- النشرة الـ..[5]
- يلا روسيا (تغطية كأس العالم 2018)

## روابط خارجية
- نواف المهنا على موقع قاعدة بيانات الأفلام العربية